# 清水仁 (実業家)
清水 仁（しみず しのぶ、1931年2月3日 - 2021年6月16日）は、日本の実業家。位階は従三位。元東京急行電鉄（現：東急）社長。
1995年、東京急行電鉄（現：東急）社長に就任。東急グループ代表として、五島昇亡き後のグループを率い、バブル崩壊の影響で業績不振に陥っていたグループを再興した。日本民営鉄道協会会長等の公職も務めた。

## 人物
東京府出身。1953年に一橋大学経済学部を卒業し、東京急行電鉄に入社。同社では長く財務部門、経営管理部門を歩み、入社後に公認会計士試験に合格し会計士補の資格も取得した。
専務等を経て、1週間前に横田二郎社長から後任社長の内示を受け、いったん固辞したのち、横田が取締役相談役として引き続き取締役に留任するなどとの説得を受け、1995年東京急行電鉄代表取締役社長就任。
社長就任後はバブル崩壊によって生じた建設、不動産部門などの不良債務処理にあたった。
1998年に東急グループから主要加盟社に対し「自立なき者は共創の輪に加わる事ができない」との方針を通告、数百社をグループから離脱させるなどリストラを加速させた。
東急百貨店に対しても「東急ブランドを毀損したり、財務的に自立できない会社はいらない」と述べ、1998年9月に土地・建物などの売却や、1662年創業の白木屋以来の伝統があった日本橋店の閉店など、厳しいリストラ策を発表させた。東急百貨店日本橋店跡地は、516億円で買戻特約付きで民間都市開発推進機構に売却され、その後三井不動産及び東急不動産によりコレド日本橋が建設された。1998年10月には伊豆急行、東急観光にも資産売却などを柱とするリストラ策を発表させた。
またグループ各社の独立性を尊重し経営に介入しなかった横田前社長の路線を変更し、元グループ代表五島昇の側近のグループ各社会長・社長の粛清人事も行い、東急観光の遠藤邦彦社長、伊豆急行の大木俊一会長、東急ホテルチェーンの中島貢社長などが次々に退任した。1998年には横田や清水の後任社長候補としても有力視されていた創業者五島慶太の孫である五島哲が、建設部門の業績不振から東急建設社長を退任、1999年には「グループ各社のトップの人事権は電鉄にある」と明言し、かねてより退任を求められていた東急百貨店の三浦守会長も経営悪化の責任を取り退任した。
1999年12月14日、東急グループ共同プロジェクトの都市開発事業の一環としてなされたQFRONT竣工披露パーティーに来賓として出席し、「渋谷は東急グループの中心地」とのあいさつを述べた。1000億円の事業費が見込まれた渋谷の本社跡地再開発にもとりくみ、2001年にはセルリアンタワーを完成させた。
2001年に70歳を定年とするグループの内規に従い、後任社長に上條清文を据え、自身は代表取締役会長に退いた。同年日本エアシステムを東急グループから分離し、日本航空に経営統合させるなどのグループ再編において、陣頭指揮を執った。2005年には取締役相談役就任。
趣味はクラシック音楽鑑賞、謡曲、鼓。
2021年6月16日、細菌性肺炎のため死去。90歳没。死没日をもって日本政府より従三位に叙された。

## 略歴
- 1931年2月3日 東京都出身
- 1953年3月 一橋大学経済学部卒業
- 1953年4月 東京急行電鉄株式会社 入社
- 1981年6月 東京急行電鉄株式会社 取締役
- 1985年6月 東京急行電鉄株式会社 常務取締役
- 1985年7月 東京急行電鉄株式会社 常務取締役 経営管理室長
- 1987年12月 東京急行電鉄株式会社 専務取締役 経営管理室長
- 1995年4月 東京急行電鉄株式会社 代表取締役社長
- 2001年6月 東京急行電鉄株式会社 代表取締役会長、社団法人日本民営鉄道協会会長
- 2005年6月 東京急行電鉄株式会社 取締役相談役
- 2007年 日本交通文化協会会長[12]
  - このほか松竹取締役相談役、東映取締役相談役、とうきゅう環境浄化財団会長、学校法人亜細亜学園理事長、五島記念文化財団理事長、東急文化村代表取締役社長、五島美術館理事長、大東急記念文庫理事長、東急ロジスティック取締役、スリーハンドレッドクラブ代表取締役社長、シロキ工業取締役、雇用審議会委員、東京商工会議所交通運輸部会長、東京メトロポリタンテレビジョン取締役

社団法人都市開発協会理事長、日本エアシステム取締役、日本航空（旧日本航空システム）社外非常勤取締役（2007年5月退任）、青少年の心を育てる会理事等を歴任した。

## 栄典
- 1992年 - 運輸大臣表彰
- 1995年 - 藍綬褒章
- 2004年 - 旭日大綬章
- 2021年 - 従三位